# Botrychium
Genre
Le genre Botrychium (les Botryches), regroupe plusieurs espèces de fougères de la famille des Ophioglossaceae. Une cinquantaine d'espèces sont distinguées, pratiquement toutes terricoles. Les Botryches sont des plantes remarquables par leur discrétion, leur rareté, le petit nombre des individus, leur longévité, et leur grande variabilité.
Le terme Botrychium vient du grec botrus (grappe) qui fait allusion à la forme des fructifications.

## Description
Ce sont des plantes à rhizome court, dressé, portant le bourgeon de l'année suivante et de une à trois frondes. Ce rhizome est envahi par un champignon symbiote. Chaque année, il donne naissance à un pétiole partiellement ou complètement souterrain, formées d'une partie végétative et d'une partie fructifère. Les jeunes feuilles ne montrent pas l'habituel enroulement des crosses de fougères,.
La particularité du genre réside d'une part dans sa partie végétative dont les feuilles sont à limbe divisé et à nervations libres (mais peu visibles) et d'autre part dans sa fructification en grappe composée où les sporanges portent des sacs libres entre eux, sur deux rangs.
Un genre proche, Ophioglossum, s'en différencie par une partie végétative à limbe entier.

## Répartition et écologie
Ce genre est présent sur les deux hémisphères, avec un maximum de diversité dans les régions tempérées et froides. Une cinquantaine d'espèces sont présentes dans le monde, pratiquement toutes terricoles et exceptionnellement épiphytes. Il y a 7 espèces en Europe dont 5 font partie de la flore de France, toutes terricoles.
Ces espèces sont souvent capricieuses dans leur apparition. En effet, leur partie souterraine sont mycotrophes ; leur champignon symbiote leur permet donc de survivre sans développer de pousses feuillées chaque année. La variabilité tient à ce que chaque individu produit année après année une fronde plus développée et plus divisée. Ce sont globalement des espèces rares et en régression, nécessitant une protection rigoureuse des individus et de leur habitat. Certains Brotychium comptent parmi les espèces les plus menacées de France et d'Europe. La majorité bénéficie d'ailleurs de protection nationale que ce soit en France, en Europe ou au niveau international par la Convention de Berne. Les Botryches ont une très grande longévité, et la présence d'individus adultes dans une pelouse indique que cet habitat n'a pas été bouleversé par l'homme (charrue) depuis un grand nombre d'années,.

## Espèces européennes
- Botrychium boreale, le Botryche boréal
- Botrychium lanceolatum, le Botryche lancéolé
- Botrychium lunaria, le Botryche lunaire
- Botrychium matricariifolium, le Botryche à feuilles de Matricaire
- Botrychium multifidum, le Botryche à feuilles de Rue
- Botrychium simplex, le Botryche simple
- Botrychium virginatum, le Botryche de Virginie

## Espèces d'Amérique du Nord
- Botrychium angustisegmentum
- Botrychium lunaria
- Botrychium matricariifolium
- Botrychium minganense
- Botrychium multifidum
- Botrychium pumicola
- Botrychium simplex
- Botrychium virginatum